# Aleksandr Shabalín
Aleksandr Ósipovich Shabalín  (en ruso: Алекса́ндр О́сипович Шабали́н; Yudmozero, Imperio ruso; 4 de noviembre de 1914 – Leningrado, Unión Soviética; 16 de enero de 1982) fue un oficial naval soviético, comandante de un buque torpedero que combatió durante la Guerra de Invierno y la Segunda Guerra Mundial en la Flota del Norte de la Armada soviética, durante la Gran Guerra Patria recibió dos veces el título de Héroe de la Unión Soviética. Después de la guerra permaneció en la armada hasta 1975 cuando se jubiló con el grado de contraalmirante.

## Biografía

### Infancia y juventud
Shabalín nació el 4 de noviembre de 1914, en el seno de una familia de campesinos rusos, en Yudmozero, una pequeña localidad rural situada en la gobernación de Arcángel —entonces parte del Imperio ruso, actualmente ubicada en el óblast de Arcángel en Rusia— Después de completar la escuela secundaria, comenzó a trabajar en un arrastrero en Múrmansk en 1930. Más tarde se graduó en los cursos de la escuela técnica local en 1935 y trabajó como navegante hasta 1936, cuando ingresó en la Armada soviética. Inicialmente fue destinado a la Flota del Báltico, luego fue transferido como capataz de segundo rango a la Flota del Norte en 1938 después de recibir capacitación. En mayo del año siguiente fue puesto al mando de un buque torpedero, y ese mismo año combatió en la Guerra de Invierno. En 1943 se convirtió en miembro del Partido Comunista.

### Segunda Guerra Mundial

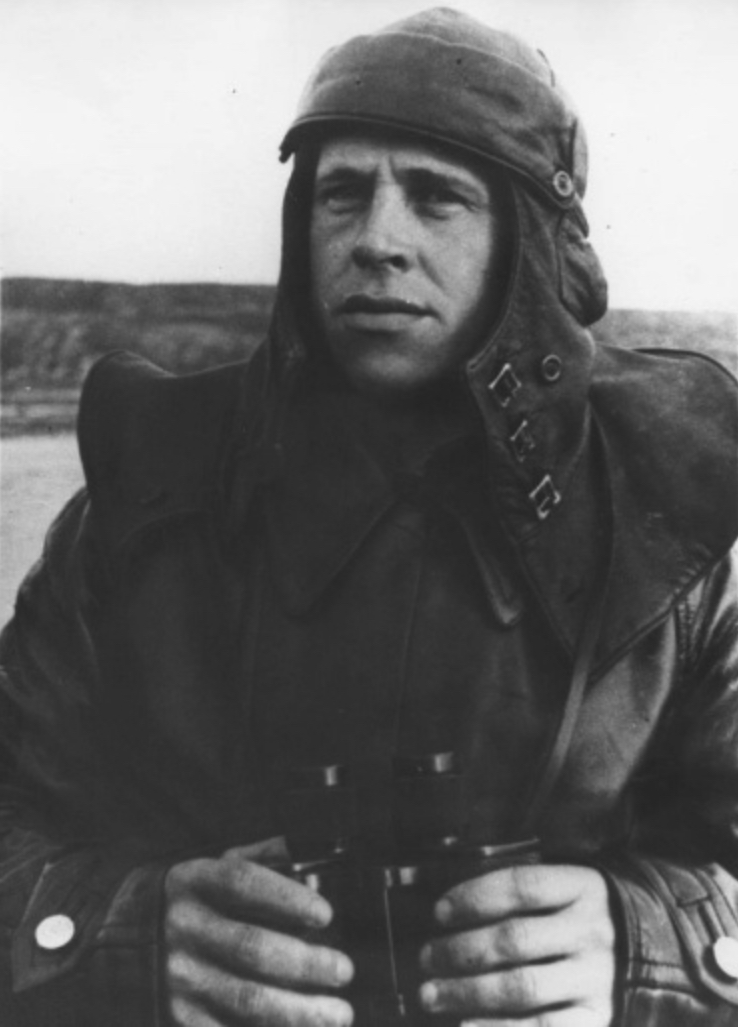
Aleksandr Shabalín en una foto de 1941

En agosto de 1941, poco después de la invasión alemana de la Unión Soviética, Shabalin, en ese momento un subteniente, fue puesto al mando del TKA-12, un buque torpedero a motor clase D3 de la 1.ª División Independiente de Buques Torpederos. En este puesto, se le encomendó proteger un área cerca de la base principal de la Flota del Norte, donde realizó su primer ataque contra un barco enemigo en septiembre de 1941. Para inicios de 1944, había hundido un submarino, seis barcos y derribado un avión por lo que fue propuesto para recibir el título de Héroe de la Unión Soviética que finalmente se le entregó el 22 de febrero de 1944. En mayo de 1944, fue ascendido a comandante de un destacamento de buques torpederos dentro de su unidad.
Durante la operación Pétsamo-Kirkenes, logró romper dos veces las líneas enemigas para llegar al puerto de Liinajamari y desembarcar en la noche del 13 de octubre de 1944, gracias al éxito de esta operación fue galardonado con una segunda Estrella de Oro de Héroe de la Unión Soviética, el 5 de noviembre. A pesar de su falta de educación militar teórica, utilizó tácticas bien pensadas, como deslizarse hacia las embarcaciones enemigas después de apagar el motor para evitar ser detectado antes de abrir fuego a quemarropa. En una misión de patrulla en un fiordo con Viktor Leónov, capturaron dos oficiales alemanes, quienes luego, al ser interrogados, proporcionaron información muy valiosa al cuartel general.
En total durante la guerra hundió treinta y dos buques de guerra y de transporte enemigos cargados con numerosos pertrechos militares, suministros y tropas enemigas.

### Posguerra
Después de la guerra continuó sirviendo en la armada. En abril de 1945, fue nombrado comandante de un destacamento de torpederos de la Flota del Báltico. En 1951, se graduó en la Escuela Naval Superior del Caspio y luego en la Academia Naval de Voroshilov en 1955, después ocupó varios altos cargos. Durante su permanencia en la Academia Naval Frunze, fue subjefe del departamento de torpedos de minas y jefe del departamento de náutica. En enero de 1968 se convirtió en subjefe del Estado Mayor de mando y control de la Flota del Norte, y en febrero del año siguiente fue ascendido a contraalmirante; en agosto fue nombrado subjefe de la Academia Naval Frunze.
En 1975 se retiró del servicio activo y fijó su residencia en Leningrado donde murió el 16 de enero de 1982, fue enterrado en el cementerio de Serafímovskoye. Él y su esposa Vávara Grigórievna tuvieron cuatro hijos: Gennady, Galina, Raisa y Natasha. Su hijo fue almirante en la Flota de Submarinos del Norte.

## Condecoraciones y reconocimientos

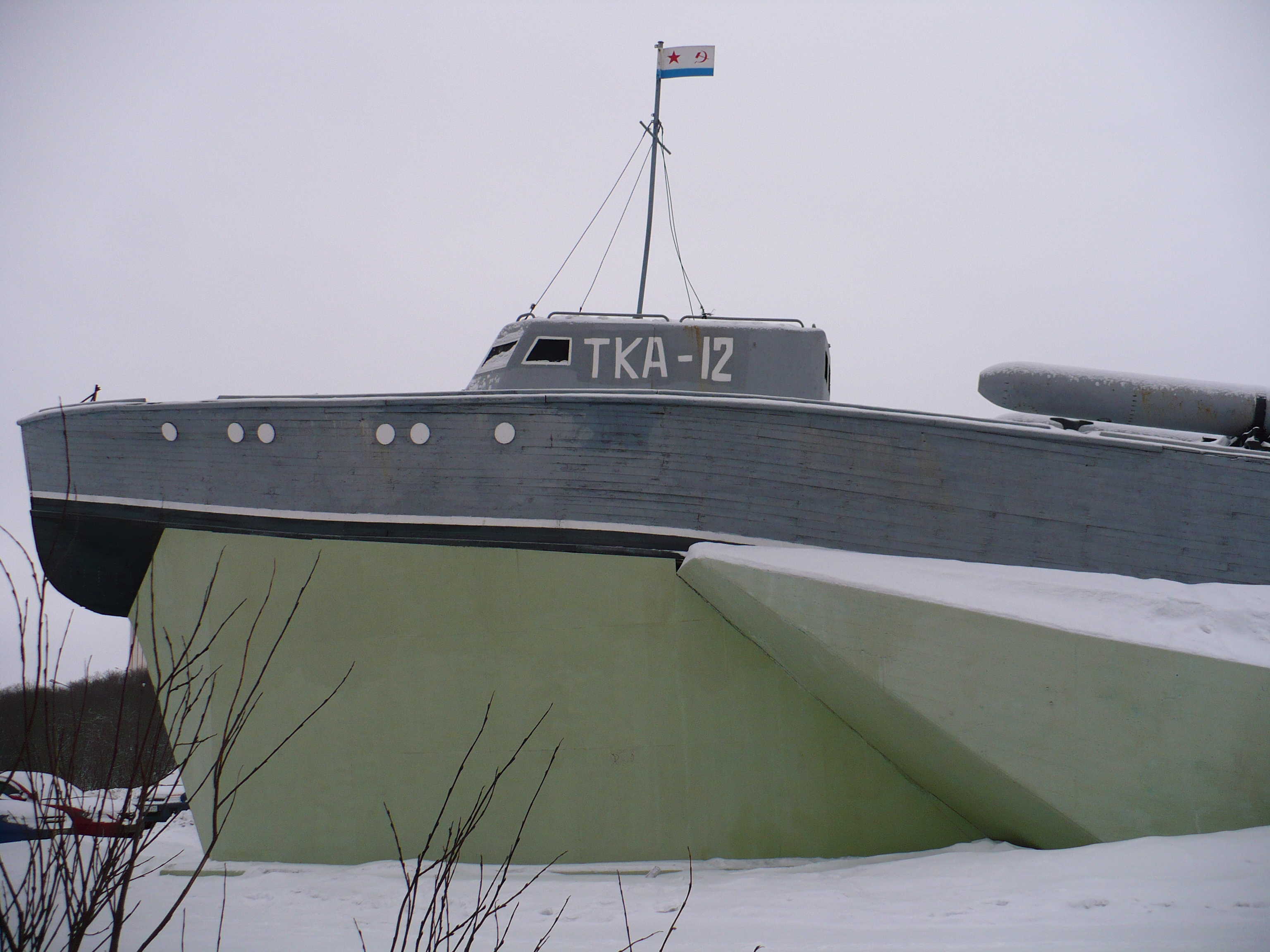
El torpedero clase D-3 TKA-12 que durante la guerra comandó Shabalín se encuentra actualmente en exhibición en Severomorsk (Rusia)

A lo largo de su carrera militar, Aleksandr Shabalín recibió las siguientes condecoraciones militares:
- Héroe de la Unión Soviética, dos veces (22 de febrero de 1944 y 5 de noviembre de 1944)
- Orden de Lenin, dos veces (9 de noviembre de 1941 y 22 de febrero de 1944)
- Orden de la Bandera Roja, tres veces (4 de octubre de 1943, 28 de diciembre de 1943, ...)
- Orden de la Guerra Patria de 2.do grado (8 de octubre de 1944)
- Orden de la Estrella Roja (1951)
- Orden del Servicio a la Patria en las Fuerzas Armadas de la URSS de 3.er grado (1975)
- Medalla por el Servicio de Combate (1948)
- Medalla por la Defensa del Ártico Soviético
- Medalla por la Victoria sobre Alemania en la Gran Guerra Patria 1941-1945
- Medalla Conmemorativa por el Centenario del Natalicio de Lenin
- Medalla Conmemorativa del 20.º Aniversario de la Victoria en la Gran Guerra Patria de 1941-1945
- Medalla Conmemorativa del 30.º Aniversario de la Victoria en la Gran Guerra Patria de 1941-1945
- Medalla de Veterano de las Fuerzas Armadas de la URSS
- Medalla del 30.º Aniversario de las Fuerzas Armadas de la URSS
- Medalla del 40.º Aniversario de las Fuerzas Armadas de la URSS
- Medalla del 50.º Aniversario de las Fuerzas Armadas de la URSS
- Medalla del 60.º Aniversario de las Fuerzas Armadas de la URSS

Además, a lo largo de su vida, fue nombrado ciudadano honorario de las ciudades de Arcángel (1978) y Onega (1980) ambas situadas en el óblast de Arcángel, también se erigió un busto de bronce en su honor en la ciudad de Onega y el barco torpedero TKA-12, que comandó durante la guerra, se encuentra instalado en Severomorsk en el óblast de Múrmansk. Varias calles en las localidades rusas de Arcángel, Múrmansk y Sebastopol llevan su nombre, así como una plaza en Onega.